# دهستان پادنا وسطی
دهستان پادنا وسطی نام دهستانی در بخش پادنا شهرستان سمیرم، استان اصفهان در ایران است. براساس سرشماری مرکز آمار ایران در سال ۱۳۸۵، جمعیت آن ۵۴۳۵ نفر (۱۳۲۷ خانوار) بوده‌است.